# 31147 Miriquidi
31147 Miriquidi este un asteroid din centura principală de asteroizi.

## Descriere
31147 Miriquidi este un asteroid din centura principală de asteroizi. A fost descoperit pe 22 octombrie 1997 la Drebach de Jens Kandler. Asteroidul prezintă o orbită caracterizată de o semiaxă mare de 2,31 ua, o excentricitate de 0,06 și o înclinație de 3,6° în raport cu ecliptica.